# Centurion (azienda)
Centurion è un costruttore di biciclette tedesco attivo dal 1976 a Magstadt nel Landkreis Böblingen, società fondata dal ciclocrossista Wolfgang Renner. L'azienda importò dagli USA le prime BMX e MTB in Germania.

## Storia
Nel 1976 inizia l'attività con la commercializzazione di componentistica dal Giappone. Successivamente iniziò la produzione di cicli già in voga negli USA. Nel 1987 la Centurion, si associa con la società di Eddy Merckx per la commercializzazione dei suoi prodotti.

## Sponsor
Sin dagli inizi la Centurion sposnosrizza gare di ciclismo. Nel corso del tempo corridori gareggiano con i suoi prodotti come Thomas Hellriegel, Michael Göhner e Hubert Schwarz. Materiale o contributi finanziari vanno anche ad altri team come Albgold e Centurion Vaude. Altri professionisti entrano in Centurion come Udo Bölts, Peter Hilse e Thomas Barth.